# Hale’s Location
Hale’s Location ist ein gemeindefreies Gebiet im Carroll County von New Hampshire, einem der Neuenglandstaaten der USA. Es entstand als Land-grant, trägt den Namen nach dem Siedler, dem es zugeteilt wurde und ist das einzige gemeindefreie Gebiet in Caroll County sowie eines von zweien in New Hampshire, die nicht in Coös County liegen. Das ebenfalls als Location bezeichnete Hart’s Location ist rechtlich eine eigenständige Town. 2020 hatte Hale’s Location laut Census 132 Einwohner in 89 Haushalten.

## Geographie
Hale’s Location liegt in den White Mountains am Osthang des Moat Mountain und reicht bis ins Tal des Saco River nahe der Ortschaft North Conway in der Town of Conway. Im Süden grenzt es an Albany, im Westen und Norden an Bartlett. Die Fläche umfasst 6,4 km². Im Norden von Hale’s Location liegt die 1352 Fuß (412 Meter) hohe White Horse Ledge als höchster Punkt des Gebietes.

## Demographie

### Bevölkerungsentwicklung
| Volkszählungsergebnisse – Hale’s Location, New Hampshire | Volkszählungsergebnisse – Hale’s Location, New Hampshire | Volkszählungsergebnisse – Hale’s Location, New Hampshire | Volkszählungsergebnisse – Hale’s Location, New Hampshire | Volkszählungsergebnisse – Hale’s Location, New Hampshire | Volkszählungsergebnisse – Hale’s Location, New Hampshire | Volkszählungsergebnisse – Hale’s Location, New Hampshire | Volkszählungsergebnisse – Hale’s Location, New Hampshire | Volkszählungsergebnisse – Hale’s Location, New Hampshire | Volkszählungsergebnisse – Hale’s Location, New Hampshire | Volkszählungsergebnisse – Hale’s Location, New Hampshire |
| Jahr                                                     | 1940                                                     | 1950                                                     | 1960                                                     | 1970                                                     | 1980                                                     | 1990                                                     | 2000                                                     | 2010                                                     | 2020                                                     | 2030                                                     |
| -------------------------------------------------------- | -------------------------------------------------------- | -------------------------------------------------------- | -------------------------------------------------------- | -------------------------------------------------------- | -------------------------------------------------------- | -------------------------------------------------------- | -------------------------------------------------------- | -------------------------------------------------------- | -------------------------------------------------------- | -------------------------------------------------------- |
| Einwohner                                                |                                                          |                                                          | 8                                                        |                                                          | 2                                                        |                                                          |                                                          | 120                                                      | 132                                                      |                                                          |